# RPL9
RPL9 (англ. Ribosomal protein L9) – білок, який кодується однойменним геном, розташованим у людей на короткому плечі 4-ї хромосоми. Довжина поліпептидного ланцюга білка становить 192 амінокислот, а молекулярна маса — 21 863.
| 10         |  | 20         |  | 30         |  | 40         |  | 50         |
| ---------- |  | ---------- |  | ---------- |  | ---------- |  | ---------- |
| MKTILSNQTV |  | DIPENVDITL |  | KGRTVIVKGP |  | RGTLRRDFNH |  | INVELSLLGK |
| KKKRLRVDKW |  | WGNRKELATV |  | RTICSHVQNM |  | IKGVTLGFRY |  | KMRSVYAHFP |
| INVVIQENGS |  | LVEIRNFLGE |  | KYIRRVRMRP |  | GVACSVSQAQ |  | KDELILEGND |
| IELVSNSAAL |  | IQQATTVKNK |  | DIRKFLDGIY |  | VSEKGTVQQA |  | DE         |

A: Аланін

C: Цистеїн

D: Аспарагінова кислота

E: Глутамінова кислота

F: Фенілаланін

G: Гліцин

H: Гістидин

I: Ізолейцин

K: Лізин

L: Лейцин

M: Метіонін

N: Аспарагін

P: Пролін

Q: Глутамін

R: Аргінін

S: Серин

T: Треонін

V: Валін

W: Триптофан

Кодований геном білок за функціями належить до рибонуклеопротеїнів, рибосомних білків. 
Задіяний у такому біологічному процесі як ацетиляція.